# 建义 (雍道晞)
建义（500年2月—3月）是南朝齊時期的巴西（今四川阆中）农民起义首领雍道晞的年號，共計一個月。

## 纪年
| 建义 | 元年  |
| ---- | ----- |
| 公元 | 500年 |
| 干支 | 庚辰  |

## 參看
- 中国年号索引
  - 其他使用建义年號的政權
- 同期存在的其他政权年号
  - 永元（499年正月—501年三月）：南朝齊齐東昏侯萧宝卷的年号
  - 景明（500年正月-504年正月）：北魏政权北魏宣武帝元恪年号
  - 太安（492年-505年）：柔然政权候其伏代库者可汗那盖年号